# Élections cantonales de 2004 dans la Haute-Loire
Les élections cantonales ont eu lieu les 21 et 28 mars 2004.
Lors de ces élections, 17 des 35 cantons de la Haute-Loire ont été renouvelés. Elles ont vu l'élection de la majorité UDI dirigée par Gérard Roche, succédant à Jacques Barrot, président UDF du conseil général depuis 1976.

## Résultats à l’échelle du département
Répartition départementale des résultats (2e tour).
- PS (36,76 %)
- DVG (12,58 %)
- UMP (20,43 %)
- DVD (26,55 %)
- FN (3,67 %)

| Étiquette      | Étiquette                          | Premier tour | Premier tour | Second tour | Second tour | Sièges |
| Étiquette      | Étiquette                          | Voix         | %            | Voix        | %           | Sièges |
| -------------- | ---------------------------------- | ------------ | ------------ | ----------- | ----------- | ------ |
|                | Parti socialiste                   | 14 581       | 27,16        | 9 261       | 36,76       | 4      |
|                | Divers gauche                      | 3 825        | 7,13         | 3 170       | 12,58       | 2      |
|                | Les Verts                          | 1 486        | 2,77         |             |             |        |
|                | Parti communiste français          | 1 163        | 2,17         |             |             |        |
|                | Extrême gauche                     | 285          | 0,53         |             |             |        |
| Gauche         | Gauche                             | 21 340       | 39,76        | 12 431      | 49,34       | 6      |
|                |                                    |              |              |             |             |        |
|                | Divers droite                      | 17 798       | 33,16        | 6 688       | 26,55       | 7      |
|                | Union pour un mouvement populaire  | 6 657        | 12,40        | 5 146       | 20,43       | 3      |
|                | Front national                     | 5 081        | 9,47         | 925         | 3,67        | 0      |
|                | Union pour la démocratie française | 1 988        | 3,70         |             |             |        |
| Droite         | Droite                             | 31 524       | 58,73        | 12 759      | 50,65       | 10     |
|                |                                    |              |              |             |             |        |
|                | Régionalistes                      | 670          | 1,25         |             |             |        |
|                | Divers                             | 146          | 0,27         |             |             |        |
|                |                                    |              |              |             |             |        |
| Inscrits       | Inscrits                           | 82 592       | 100,00       | 37 199      | 100,00      |        |
| Abstention     | Abstention                         | 26 109       | 31,61        | 10 738      | 28,87       |        |
| Votants        | Votants                            | 56 483       | 68,39        | 26 461      | 71,13       |        |
| Blancs et nuls | Blancs et nuls                     | 2 803        | 4,96         | 1 271       | 4,80        |        |
| Exprimés       | Exprimés                           | 53 680       | 95,04        | 25 190      | 95,20       |        |

## Résultats par canton

### Canton d'Auzon
| Candidats      | Candidats             | Étiquette      | Premier tour | Premier tour | Second tour | Second tour |
| Candidats      | Candidats             | Étiquette      | Voix         | %            | Voix        | %           |
| -------------- | --------------------- | -------------- | ------------ | ------------ | ----------- | ----------- |
|                | Nicole Chassin        | PS             | 1 866        | 41,78        | 2 504       | 52,54       |
|                | Michel Clemensat      | DVD            | 1 599        | 35,80        | 2 262       | 47,46       |
|                | Hélène Le Guezennec   | FN             | 442          | 9,90         |             |             |
|                | Joël Duchet           | PCF            | 413          | 9,25         |             |             |
|                | Christophe Bedrossian | SE             | 146          | 3,27         |             |             |
|                |                       |                |              |              |             |             |
| Inscrits       | Inscrits              | Inscrits       | 7 262        | 100,00       | 7 262       | 100,00      |
| Abstention     | Abstention            | Abstention     | 2 563        | 35,29        | 2 280       | 31,40       |
| Votants        | Votants               | Votants        | 4 699        | 64,71        | 4 982       | 68,60       |
| Blancs et nuls | Blancs et nuls        | Blancs et nuls | 233          | 4,96         | 216         | 4,34        |
| Exprimés       | Exprimés              | Exprimés       | 4 466        | 95,04        | 4 766       | 95,66       |

### Canton de Blesle
| Candidats      | Candidats            | Étiquette      | Premier tour | Premier tour | Second tour | Second tour |
| Candidats      | Candidats            | Étiquette      | Voix         | %            | Voix        | %           |
| -------------- | -------------------- | -------------- | ------------ | ------------ | ----------- | ----------- |
|                | René Aubijoux*       | PS             | 552          | 41,85        | 721         | 50,70       |
|                | Christian Malbec     | UMP            | 465          | 35,25        | 503         | 35,37       |
|                | Jean-Michel Delarbre | DVD            | 224          | 16,98        | 198         | 13,92       |
|                | Roger Chaduc         | FN             | 48           | 3,64         |             |             |
|                | Jean-Luc Molet       | DVD            | 30           | 2,27         |             |             |
|                |                      |                |              |              |             |             |
| Inscrits       | Inscrits             | Inscrits       | 1 877        | 100,00       | 1 877       | 100,00      |
| Abstention     | Abstention           | Abstention     | 473          | 25,20        | 393         | 20,94       |
| Votants        | Votants              | Votants        | 1 404        | 74,80        | 1 484       | 79,06       |
| Blancs et nuls | Blancs et nuls       | Blancs et nuls | 85           | 6,05         | 62          | 4,18        |
| Exprimés       | Exprimés             | Exprimés       | 1 319        | 93,95        | 1 422       | 95,82       |

*sortant

### Canton de Brioude-Nord
| Candidats      | Candidats             | Étiquette      | Premier tour | Premier tour | Second tour | Second tour |
| Candidats      | Candidats             | Étiquette      | Voix         | %            | Voix        | %           |
| -------------- | --------------------- | -------------- | ------------ | ------------ | ----------- | ----------- |
|                | Jean-Noël Lheritier   | PS             | 1 542        | 44,43        | 2 309       | 59,99       |
|                | Jean-Jacques Faucher* | DVD            | 1 163        | 33,51        | 1 540       | 40,01       |
|                | Christian Sulleman    | DVD            | 261          | 7,52         |             |             |
|                | Pierre Pommarel       | Verts          | 249          | 7,17         |             |             |
|                | Laurent Doussin       | PCF            | 160          | 4,61         |             |             |
|                | Pascal Schmitt        | DVG            | 96           | 2,77         |             |             |
|                |                       |                |              |              |             |             |
| Inscrits       | Inscrits              | Inscrits       | 5 494        | 100,00       | 5 495       | 100,00      |
| Abstention     | Abstention            | Abstention     | 1 782        | 32,44        | 1 434       | 26,10       |
| Votants        | Votants               | Votants        | 3 712        | 67,56        | 4 061       | 73,90       |
| Blancs et nuls | Blancs et nuls        | Blancs et nuls | 241          | 6,49         | 212         | 5,22        |
| Exprimés       | Exprimés              | Exprimés       | 3 471        | 93,51        | 3 849       | 94,78       |

### Canton de Fay-sur-Lignon
| Candidats      | Candidats        | Étiquette      | Premier tour | Premier tour |
| Candidats      | Candidats        | Étiquette      | Voix         | %            |
| -------------- | ---------------- | -------------- | ------------ | ------------ |
|                | Gérard Roche*    | DVD            | 567          | 52,65        |
|                | Bernard Desage   | PS             | 410          | 38,07        |
|                | Marcelle Maynard | FN             | 100          | 9,29         |
|                |                  |                |              |              |
| Inscrits       | Inscrits         | Inscrits       | 1 733        | 100,00       |
| Abstention     | Abstention       | Abstention     | 574          | 33,12        |
| Votants        | Votants          | Votants        | 1 159        | 66,88        |
| Blancs et nuls | Blancs et nuls   | Blancs et nuls | 82           | 7,08         |
| Exprimés       | Exprimés         | Exprimés       | 1 077        | 92,92        |

### Canton de Lavoûte-Chilhac
| Candidats      | Candidats           | Étiquette      | Premier tour | Premier tour |
| Candidats      | Candidats           | Étiquette      | Voix         | %            |
| -------------- | ------------------- | -------------- | ------------ | ------------ |
|                | Jean-Pierre Vigier* | DVD            | 1 030        | 62,42        |
|                | Alain Goimard       | PS             | 558          | 33,82        |
|                | Roger Fabregue      | FN             | 62           | 3,76         |
|                |                     |                |              |              |
| Inscrits       | Inscrits            | Inscrits       | 2 222        | 100,00       |
| Abstention     | Abstention          | Abstention     | 509          | 22,91        |
| Votants        | Votants             | Votants        | 1 713        | 77,09        |
| Blancs et nuls | Blancs et nuls      | Blancs et nuls | 63           | 3,68         |
| Exprimés       | Exprimés            | Exprimés       | 1 650        | 96,32        |

### Canton de Loudes
| Candidats      | Candidats               | Étiquette      | Premier tour | Premier tour |
| Candidats      | Candidats               | Étiquette      | Voix         | %            |
| -------------- | ----------------------- | -------------- | ------------ | ------------ |
|                | Michel Joubert*         | DVD            | 1 342        | 51,79        |
|                | Pierre Bouchet          | PS             | 761          | 29,37        |
|                | René Cheucle            | DVG            | 319          | 12,31        |
|                | Jean-Philippe Merkouche | FN             | 169          | 6,52         |
|                |                         |                |              |              |
| Inscrits       | Inscrits                | Inscrits       | 3 694        | 100,00       |
| Abstention     | Abstention              | Abstention     | 955          | 25,85        |
| Votants        | Votants                 | Votants        | 2 739        | 74,15        |
| Blancs et nuls | Blancs et nuls          | Blancs et nuls | 148          | 5,40         |
| Exprimés       | Exprimés                | Exprimés       | 2 591        | 94,60        |

*sortant

### Canton de Monistrol-sur-Loire
| Candidats      | Candidats        | Étiquette      | Premier tour | Premier tour | Second tour | Second tour |
| Candidats      | Candidats        | Étiquette      | Voix         | %            | Voix        | %           |
| -------------- | ---------------- | -------------- | ------------ | ------------ | ----------- | ----------- |
|                | Guy Granger*     | UMP            | 2 453        | 42,45        | 3 001       | 47,72       |
|                | Yves Chavent     | PS             | 1 420        | 24,58        | 2 363       | 37,57       |
|                | Guillaume Giroud | FN             | 1 019        | 17,64        | 925         | 14,71       |
|                | Dominique Martin | Verts          | 886          | 15,33        |             |             |
|                |                  |                |              |              |             |             |
| Inscrits       | Inscrits         | Inscrits       | 9 610        | 100,00       | 9 610       | 100,00      |
| Abstention     | Abstention       | Abstention     | 3 433        | 35,72        | 3 035       | 31,58       |
| Votants        | Votants          | Votants        | 6 177        | 64,28        | 6 575       | 68,42       |
| Blancs et nuls | Blancs et nuls   | Blancs et nuls | 399          | 6,46         | 286         | 4,35        |
| Exprimés       | Exprimés         | Exprimés       | 5 778        | 93,54        | 6 289       | 95,65       |

*sortant

### Canton de Montfaucon-en-Velay
| Candidats      | Candidats            | Étiquette      | Premier tour | Premier tour |
| Candidats      | Candidats            | Étiquette      | Voix         | %            |
| -------------- | -------------------- | -------------- | ------------ | ------------ |
|                | Jean-Pierre Marcon * | DVD            | 2 507        | 67,92        |
|                | Alain Caze           | PS             | 617          | 16,72        |
|                | Jean-Michel Feola    | FN             | 567          | 15,36        |
|                |                      |                |              |              |
| Inscrits       | Inscrits             | Inscrits       | 5 598        | 100,00       |
| Abstention     | Abstention           | Abstention     | 1 667        | 29,78        |
| Votants        | Votants              | Votants        | 3 931        | 70,22        |
| Blancs et nuls | Blancs et nuls       | Blancs et nuls | 240          | 6,11         |
| Exprimés       | Exprimés             | Exprimés       | 3 691        | 93,89        |

*sortant

### Canton de Pradelles
| Candidats      | Candidats          | Étiquette      | Premier tour | Premier tour | Second tour | Second tour |
| Candidats      | Candidats          | Étiquette      | Voix         | %            | Voix        | %           |
| -------------- | ------------------ | -------------- | ------------ | ------------ | ----------- | ----------- |
|                | Guy Hilaire*       | DVD            | 955          | 47,23        | 1 068       | 49,56       |
|                | Marc Liabeuf       | DVG            | 938          | 46,39        | 1 087       | 50,44       |
|                | Alexandre Boursier | FN             | 129          | 6,38         |             |             |
|                |                    |                |              |              |             |             |
| Inscrits       | Inscrits           | Inscrits       | 2 742        | 100,00       | 2 744       | 100,00      |
| Abstention     | Abstention         | Abstention     | 646          | 23,56        | 511         | 18,62       |
| Votants        | Votants            | Votants        | 2 096        | 76,44        | 2 233       | 81,38       |
| Blancs et nuls | Blancs et nuls     | Blancs et nuls | 74           | 3,53         | 78          | 3,49        |
| Exprimés       | Exprimés           | Exprimés       | 2 022        | 96,47        | 2 155       | 96,51       |

*sortant

### Canton du Puy-en-Velay-Est
| Candidats      | Candidats            | Étiquette      | Premier tour | Premier tour |
| Candidats      | Candidats            | Étiquette      | Voix         | %            |
| -------------- | -------------------- | -------------- | ------------ | ------------ |
|                | Jean-Claude Ferret*  | PS             | 2 467        | 52,77        |
|                | Christiane Brun      | DVD            | 1 119        | 23,94        |
|                | Fabien Albertini     | FN             | 488          | 10,44        |
|                | Dominique Trioulaire | PCF            | 403          | 8,62         |
|                | Benoit Bacle         | EXG            | 198          | 4,24         |
|                |                      |                |              |              |
| Inscrits       | Inscrits             | Inscrits       | 7 820        | 100,00       |
| Abstention     | Abstention           | Abstention     | 2 868        | 36,68        |
| Votants        | Votants              | Votants        | 4 952        | 63,32        |
| Blancs et nuls | Blancs et nuls       | Blancs et nuls | 277          | 5,59         |
| Exprimés       | Exprimés             | Exprimés       | 4 675        | 94,41        |

*sortant

### Canton du Puy-en-Velay-Ouest
| Candidats      | Candidats       | Étiquette      | Premier tour | Premier tour | Second tour | Second tour |
| Candidats      | Candidats       | Étiquette      | Voix         | %            | Voix        | %           |
| -------------- | --------------- | -------------- | ------------ | ------------ | ----------- | ----------- |
|                | Jacques Volle   | UMP            | 1 248        | 43,21        | 1 642       | 54,62       |
|                | André Roure*    | PS             | 954          | 33,03        | 1 364       | 45,38       |
|                | Jean-Luc Vigier | Verts          | 351          | 12,15        |             |             |
|                | Dominique Sery  | FN             | 335          | 11,60        |             |             |
|                |                 |                |              |              |             |             |
| Inscrits       | Inscrits        | Inscrits       | 4 862        | 100,00       | 4 862       | 100,00      |
| Abstention     | Abstention      | Abstention     | 1 836        | 37,76        | 1 678       | 34,51       |
| Votants        | Votants         | Votants        | 3 026        | 62,24        | 3 184       | 65,49       |
| Blancs et nuls | Blancs et nuls  | Blancs et nuls | 138          | 4,56         | 178         | 5,59        |
| Exprimés       | Exprimés        | Exprimés       | 2 888        | 95,44        | 3 006       | 94,41       |

*sortant

### Canton de Saint-Julien-Chapteuil
| Candidats      | Candidats         | Étiquette      | Premier tour | Premier tour | Second tour | Second tour |
| Candidats      | Candidats         | Étiquette      | Voix         | %            | Voix        | %           |
| -------------- | ----------------- | -------------- | ------------ | ------------ | ----------- | ----------- |
|                | André Raveyre *   | DVG            | 1 356        | 38,64        | 2 083       | 56,25       |
|                | Dominique Gounon  | DVD            | 1 196        | 34,08        | 1 620       | 43,75       |
|                | Gustave Alirol    | POC            | 670          | 19,09        | Retrait     | Retrait     |
|                | Jacques Tournayre | FN             | 287          | 8,18         |             |             |
|                |                   |                |              |              |             |             |
| Inscrits       | Inscrits          | Inscrits       | 5 350        | 100,00       | 5 349       | 100,00      |
| Abstention     | Abstention        | Abstention     | 1 610        | 30,09        | 1 407       | 26,30       |
| Votants        | Votants           | Votants        | 3 740        | 69,91        | 3 942       | 73,70       |
| Blancs et nuls | Blancs et nuls    | Blancs et nuls | 231          | 6,18         | 239         | 6,06        |
| Exprimés       | Exprimés          | Exprimés       | 3 509        | 93,82        | 3 703       | 93,94       |

*sortant

### Canton de Saint-Paulien
| Candidats      | Candidats       | Étiquette      | Premier tour | Premier tour |
| Candidats      | Candidats       | Étiquette      | Voix         | %            |
| -------------- | --------------- | -------------- | ------------ | ------------ |
|                | Jean Boyer*     | UDF            | 1 988        | 72,24        |
|                | Roger Maurin    | PS             | 566          | 20,57        |
|                | Florian Bouchon | FN             | 198          | 7,19         |
|                |                 |                |              |              |
| Inscrits       | Inscrits        | Inscrits       | 3 793        | 100,00       |
| Abstention     | Abstention      | Abstention     | 933          | 24,60        |
| Votants        | Votants         | Votants        | 2 860        | 75,40        |
| Blancs et nuls | Blancs et nuls  | Blancs et nuls | 108          | 3,78         |
| Exprimés       | Exprimés        | Exprimés       | 2 752        | 96,22        |

*sortant

### Canton de Sainte-Sigolène
| Candidats      | Candidats          | Étiquette      | Premier tour | Premier tour |
| Candidats      | Candidats          | Étiquette      | Voix         | %            |
| -------------- | ------------------ | -------------- | ------------ | ------------ |
|                | Michel Januel*     | DVD            | 1 885        | 51,79        |
|                | Michel Guillaumond | PS             | 962          | 26,43        |
|                | Pierre Cheynet     | FN             | 793          | 21,79        |
|                |                    |                |              |              |
| Inscrits       | Inscrits           | Inscrits       | 5 878        | 100,00       |
| Abstention     | Abstention         | Abstention     | 2 078        | 35,35        |
| Votants        | Votants            | Votants        | 3 800        | 64,65        |
| Blancs et nuls | Blancs et nuls     | Blancs et nuls | 160          | 4,21         |
| Exprimés       | Exprimés           | Exprimés       | 3 640        | 95,79        |

*sortant

### Canton de Saugues
| Candidats      | Candidats            | Étiquette      | Premier tour | Premier tour |
| Candidats      | Candidats            | Étiquette      | Voix         | %            |
| -------------- | -------------------- | -------------- | ------------ | ------------ |
|                | Serge Mouchet        | DVD            | 1 453        | 51,18        |
|                | Georges Vieilledent* | UMP            | 625          | 22,01        |
|                | Michel Roche         | PS             | 455          | 16,03        |
|                | Jean-Louis Laurent   | DVD            | 249          | 8,77         |
|                | Jacqueline Simon     | FN             | 57           | 2,01         |
|                |                      |                |              |              |
| Inscrits       | Inscrits             | Inscrits       | 3 719        | 100,00       |
| Abstention     | Abstention           | Abstention     | 831          | 22,34        |
| Votants        | Votants              | Votants        | 2 888        | 77,66        |
| Blancs et nuls | Blancs et nuls       | Blancs et nuls | 49           | 1,70         |
| Exprimés       | Exprimés             | Exprimés       | 2 839        | 98,30        |

*sortant

### Canton de Solignac-sur-Loire
| Candidats      | Candidats            | Étiquette      | Premier tour | Premier tour |
| Candidats      | Candidats            | Étiquette      | Voix         | %            |
| -------------- | -------------------- | -------------- | ------------ | ------------ |
|                | Michel Decolin*      | UMP            | 1 866        | 58,53        |
|                | Bernadette Chabaud   | DVG            | 726          | 22,77        |
|                | Patrice Avond        | PS             | 325          | 10,19        |
|                | Patrick Largeteau    | FN             | 184          | 5,77         |
|                | Bernadette Tavernier | EXG            | 87           | 2,73         |
|                |                      |                |              |              |
| Inscrits       | Inscrits             | Inscrits       | 4 230        | 100,00       |
| Abstention     | Abstention           | Abstention     | 953          | 22,53        |
| Votants        | Votants              | Votants        | 3 277        | 77,47        |
| Blancs et nuls | Blancs et nuls       | Blancs et nuls | 89           | 2,72         |
| Exprimés       | Exprimés             | Exprimés       | 3 188        | 97,28        |

*sortant

### Canton de Tence
| Candidats      | Candidats            | Étiquette      | Premier tour | Premier tour |
| Candidats      | Candidats            | Étiquette      | Voix         | %            |
| -------------- | -------------------- | -------------- | ------------ | ------------ |
|                | Jean Digonnet*       | DVD            | 2 218        | 53,78        |
|                | Hervé Routier        | PS             | 1 126        | 27,30        |
|                | Raymond Vincent      | DVG            | 390          | 9,46         |
|                | Jean-François Techer | FN             | 203          | 4,92         |
|                | Serge Bernard        | PCF            | 187          | 4,53         |
|                |                      |                |              |              |
| Inscrits       | Inscrits             | Inscrits       | 6 708        | 100,00       |
| Abstention     | Abstention           | Abstention     | 2 398        | 35,75        |
| Votants        | Votants              | Votants        | 4 310        | 64,25        |
| Blancs et nuls | Blancs et nuls       | Blancs et nuls | 186          | 4,32         |
| Exprimés       | Exprimés             | Exprimés       | 4 124        | 95,68        |

*sortant